# Пугач, Юрий Яковлевич
Юрий Яковлевич Пугач (21 апреля 1945 — 8 июня 2019) — советский художник-декоратор и художник-постановщик.

## Биография
Родился 21 апреля 1945 года в Ленинграде, в семье управляющего строительным трестом Якова Юдовича Пугача (1912—1980), уроженца Кременчуга, участника Великой Отечественной войны (командира 28-го отдельного батальона механизации железнодорожных работ 9-й железнодорожной бригады); кавалера орденов Красной Звезды (1942) и Отечественной войны II степени (1944), медалей.
В 1968 году окончил Ленинградское высшее художественно-промышленное училище имени Веры Мухиной по специальности «Художник по керамике и стеклу».
С 1970 года — художник-декоратор, а с 1971 года и по 1991 год — художник-постановщик киностудии «Ленфильм».
Осенью 1991 года эмигрировал с семьёй в США, жил в Бруклине, затем в Фэр-Лоне (Нью-Джерси).
Работал в театре и на телевидении, сотрудничал с галереями. Умер 8 июня 2019 года вскоре после пересадки почки.

## Семья
- Жена (с 1971 года) — актриса Елена Соловей.
  - Дочь — Ирина Пугач (род. 1972), эволюционный генетик.
  - Сын — Павел Пугач (род. 1976), иммунолог и вирусолог.

## Фильмография
1. 1973 — Опознание (режиссёр-постановщик: Леонид Менакер)
2. 1973 — Сломанная подкова (режиссёр-постановщик: Семён Аранович)
3. 1975 — Дневник директора школы (режиссёр-постановщик: Борис Фрумин)
4. 1975 — Рассказ о простой вещи (ТВ) (режиссёр-постановщик: Леонид Менакер)
5. 1976 — Главная роль (короткометражный; режиссёры-постановщики: Иосиф Шапиро, Евгений Мезенцев)
6. 1976 — Сюрприз табачного короля (короткометражный; режиссёр-постановщик: Юрий Чечельницкий)
7. 1977—1979 — Открытая книга (ТВ; режиссёр-постановщик: Виктор Титов)
8. 1978 — Ошибки юности (режиссёр-постановщик: Борис Фрумин)
9. 1979 — Впервые замужем (режиссёр-постановщик: Иосиф Хейфиц)
10. 1980 — Последний побег (режиссёр-постановщик: Леонид Менакер)
11. 1981 — Родительский день (короткометражный; режиссёр-постановщик: Светлана Колганова)
12. 1981 — Штормовое предупреждение (режиссёр-постановщик: Вадим Михайлов)
13. 1983 — Скорость (режиссёр-постановщик: Дмитрий Светозаров)
14. 1984 — Завещание профессора Доуэля (режиссёр-постановщик: Леонид Менакер)
15. 1984 — Мой друг Иван Лапшин (режиссёр-постановщик: Алексей Герман)
16. 1986—1988 — Жизнь Клима Самгина (ТВ; режиссёр-постановщик: Виктор Титов)
17. 1988 — Фонтан (режиссёр-постановщик: Юрий Мамин)
18. 1990 — Собачий пир (режиссёр-постановщик: Леонид Менакер)
19. 1991 — Кольцо (режиссёр-постановщик: Валерий Мартынов)
20. 1991 — Цензуру к памяти не допускаю (режиссёр-постановщик: Александр Пороховщиков)

## Признание и награды
- 1986 — Государственная премия РСФСР имени братьев Васильевых за фильм «Мой друг Иван Лапшин».
- 1988 — Конкурс профессиональных премий киностудии «Ленфильм» и Ленинградского отделения Союза Кинематографистов (Премия имени Евгения Енея за лучшую работу художника-постановщика, фильм «Жизнь Клима Самгина».)